# Малый, Виктор Михайлович
Ви́ктор Миха́йлович Ма́лый (род. 13 августа 1946, Жданов, Сталинская область, СССР) — заслуженный деятель искусств России, профессор.

## Биография
Родился 13 августа 1946 года в г. Жданове Донецкой области, в настоящее время — Мариуполь.
В 1967 году окончил Краснодарское художественное училище с «отличием».
В 1976 году окончил Московский государственный академический художественный институт имени В. И. Сурикова с «отличием», а в 1978 году — ассистентуру — стажировку при нём. Член московского Союза художников и Союза художников России. Участник зональных, московских, республиканских, всесоюзных и зарубежных художественных выставок. Первая крупная выставка — Зональная выставка «Советский Юг» в 1967 году в г. Ставрополь.
Награждён грамотами, дипломами, почётными знаками Союза художников СССР, РСФСР, министерства культуры СССР, РСФСР, Дирекции выставок, Главного политического управления погранвойск и др.
Работы находятся в музеях, частных коллекциях и галереях как в стране, так и за рубежом.
С 1976 года преподавал живопись в Московском государственном академическом художественном институте имени В. И. Сурикова, профессор.

## Участие в выставках
- 1967 г. — Зональная художественная выставка «Советский юг» в г. Ставрополь.
- 1973 г. — Молодёжная выставка московских художников, Москва.
- 1975 г. — Всесоюзная художественная выставка «30 лет Великой Победы», Москва.
- 1976 г. — Всесоюзная художественная выставка «Молодость страны», Москва.
- 1976 г. — Пятая Всесоюзная художественная выставка плаката, Москва.
- 1977 г. — Всесоюзная художественная выставка «По ленинскому пути», посвящённая 60-летию Великого Октября, Москва.
- 1977 г. — Всесоюзная художественная выставка «Страна родная», Москва.
- 1977 г. — Выставка произведений московских художников, посвящённая 60-летию Великого Октября, Москва.
- 1977 г. — Ретроспективная выставка дипломных работ художественных ВУЗов, Москва.
- 1978 г. — Всесоюзная художественная выставка «60 героических лет», посвящённая 60-летию Вооружённых сил СССР, Москва.
- 1978 г. — 10-я молодёжная выставка, Москва.
- 1979 г. — Республиканская художественная выставка «Мы строим БАМ», г. Улан-Удэ.
- 1979 г. — Зональная спортивная выставка. Москва.
- 1979 г. — Всесоюзная художественная выставка «Физкультура и спорт в изобразительном искусстве», Москва.
- 1980 г. — Всесоюзная художественная выставка «Спорт — посол мира», Москва.
- 1981 г. — Шестая Всесоюзная художественная выставка плаката, посвящённая 26 съезду КПСС, Москва.
- 1982 г. — Всесоюзная художественная выставка «Молодость страны», посвящённая 19 съезду ВЛКСМ, Москва.
- 1983 г. — Всесоюзная художественная выставка «Советские художники — пограничникам», посвящённая 65-летию пограничных войск СССР, Москва.
- 1983 г. — Юбилейная художественная выставка «25 лет военно-шефской работы МОСХ», Москва.
- 1986 г. — Всесоюзная художественная выставка «Мы строим коммунизм», Москва.
- 1987 г. — Российская художественная выставка «Памяти Отечества», Москва.
- 1988 г. — Всесоюзная юбилейная художественная выставка «70 лет погранвойск СССР», Москва.
- 1981—1989 гг. — Зональные художественные выставки «Московские художники — пограничникам», Москва, Зеленоград.
- После 1990 г. принимал участие во всех выставках Московского Союза художников и Союза художников Российской Федерации.
- Зарубежные выставки в США, ФРГ, Канаде, Корее, Монголии и других странах.